# غاري غروسمان
غاري غروسمان، كان المطوِّر الرئيسيّ للغة البرمجة أكشن سكربت المُستخدمة اليوم من قِبَل آلاف المُطَوِّرين مُضيفةً التفاعليّة لمحتوى وَتطبيقات الفلاش.
يعمل حاليًّا مع جوناثان جاي وَروبرت تاتسومي(بالإنجليزية: Robert Tatsumi)‏ -مُنْشِئَي أدوبي فلاش- في شركة الصندوق الأخضر للتقنيّة (بالإنجليزية: Greenbox Technology Inc)‏ وَشِعارُها الرسميّ هو «البَرْمَجِيَّات كَفَنٍّ» (بالإنجليزية: Software as Art)‏، بداية عمله كانت على حلول إدارة الطاقة للمنزل.
كان غاري مهندسًا أساسيًّا لِمشغل أدوبي للفلاش -وَهو أشهر مُشغِّل وسائط على الشّبكة- في منصبه السّابق كَعالِم رَئيسِيّ في أنظمة أدوبي. ساهَم غاري في ستّة إصدارات أساسيَّة للفلاش، وكانت له أدوار متفاوتة ما بين التطوير الفرديّ وَالهندسة التقنيّة الجماعيّة وَمُديرًا للهندسة.